# سنترلاین (میشیگان)
سنترلاین، میشیگان (به انگلیسی: Center Line, Michigan) یک شهر در ایالات متحده آمریکا با جمعیت ۸٬۲۵۷ نفر است که در میشیگان واقع شده‌است.

## موقعیت جغرافیایی
موقعیت جغرافیایی شهرها و مناطق اطراف به شرح زیر است: